# Akazawa Masamichi

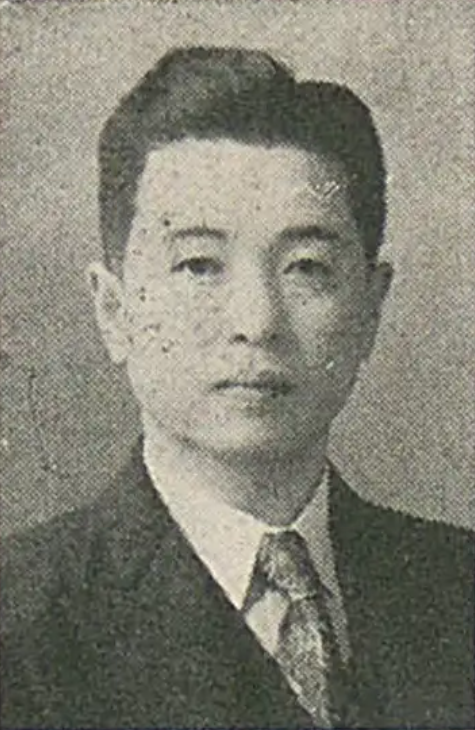
Akazawa Masamichi (1947)

Akazawa Masamichi (japanisch 赤沢 正道; * 26. Juli 1907 in Nishikurayoshicho, Yonago, Präfektur Tottori; † 20. Januar 1982) war ein japanischer Politiker der Liberalen Partei und später der Liberaldemokratischen Partei (LDP), der unter anderem 1964 und erneut von 1967 bis 1968 Minister für Selbstverwaltung (Innenminister) als solcher zugleich auch Vorsitzender der Nationalen Kommission für Öffentliche Sicherheit war.

## Leben
Akazawa Masamichi, Sohn des Ingenieurs und Unternehmers Akazawa Kohei, absolvierte ein Studium an der Juristischen Fakultät der Kaiserlichen Universität Tokio, welches er mit einem Bachelor of Laws (LL.B.) beendete und war daraufhin als Wirtschaftsmanager sowie Geschäftsführer von Unternehmen tätig. Im April 1946 wurde er für die Liberale Partei (Jiyū-tō) für die Präfektur Tottori erstmals Mitglied des Shūgiin, des Unterhauses des Parlaments (Kokkai), und gehörte diesem nach acht Wiederwahlen mehr als dreißig Jahre lang bis zum 9. Dezember 1976 an, wobei er 1955 Mitglied der Liberaldemokratischen Partei LDP (Jiyūminshutō) wurde, die aus der sogenannten konservativen Fusion (Hoshu Gōdō) von Liberaler Partei und Demokratischer Partei JDP (Nihon Minshutō) entstanden war. Während seiner Parlamentsmitgliedschaft wurde er 1957 als Nachfolger von Fusatarō Fuchigami Vorsitzender des Verkehrsausschusses und hatte diese Funktion bis 1958 inne, woraufhin Toshiro Tsukahara ihn ablöste. Er fungierte zudem als Nachfolger von Takeo Noda zwischen 1963 und seiner Ablösung durch Usui Sōichi 1964 als Vorsitzender des Ausschusses für Auswärtige Angelegenheiten des Shūgiin.
Am 25. März 1964 übernahm Akazawa im Kabinett Ikeda III als Nachfolger von Hayakawa Takashi die Ämter als Minister für Selbstverwaltung (Innenminister) und zugleich als Vorsitzender der Nationalen Kommission für Öffentliche Sicherheit und bekleidete diese bis zum 18. Juli 1964. Als Nachfolger von Fujieda Sensuke übernahm am 25. November 1967 im erstmals umgebildeten zweiten Kabinett Satō II abermals die Ämter als Minister für Selbstverwaltung (Innenminister) und als Vorsitzender der Nationalen Kommission für Öffentliche Sicherheit und behielt diese nunmehr bis zum 30. November 1968. Für seine langjährigen Verdienste wurde er mit dem Orden des Heiligen Schatzes 1. Klasse ausgezeichnet sowie zum Ehrenbürger von Yonago ernannt.
Sein Enkel ist der LDP-Politiker Akazawa Ryōsei (* 1960), der ebenfalls Mitglied des Shūgiin sowie seit 2024 Staatsminister für Wirtschafts- und Fiskalpolitik im Kabinett Ishiba ist.